# Patuki Isaako
Patuki Isaako est un homme politique tokelauan. Il fut Ulu o Tokelau (dirigeant de Tokelau) de février 2004 à février 2005. En mai 2004, lors d'un séminaire des Nations unies au sujet de la décolonisation de Tokelau, qui est actuellement sous souveraineté néo-zélandaise, Isaako s'opposa à l'idée de décoloniser son pays, trop petit et trop pauvre à ses yeux pour devenir une entité indépendante viable. Il affirma à cette occasion que les Tokelauans s'étaient toujours opposés à l'idée de la décolonisation depuis la première visite de représentants de l'ONU en 1976.